# Scharpie
Scharpie oder Charpie (von lateinisch carpere ‚zupfen‘, ‚pflücken‘) war ein bis zum Anfang des 20. Jahrhunderts gebräuchliches Wundverbandmaterial, das aus Fasern bestand, die durch Zerzupfen von Baumwoll- oder Leinenstoffen gewonnen wurden. 
Eine Sonderform bildete die Wieche oder Wieke, genannt auch Quellmeißel (von mittelhochdeutsch meizel „Meißel, Charpie, Wieche“,) die zum Offenhalten von Wunden benutzt wurde. 
Da der hohe Keimbefall bei der händischen Herstellung, oft aus alter Leinenwäsche, die Scharpie zur Wundbehandlung ungeeignet macht, wurde sie durch die Entwicklung der Verbandwatte verdrängt. Um 1850 reduzierte Cajetan von Textor, der die Wundversorgung mit Kompressen, Binden oder Tüchern für ausreichend hielt, in Würzburg den bis dahin für unentbehrlich gehaltenen Einsatz von Scharpieverbänden. Heute wird Scharpie noch in Zoohandlungen als Nistmaterial für Vögel verkauft.